# Temelucha obliqua
Temelucha obliqua är en stekelart som beskrevs av Dasch 1979. Temelucha obliqua ingår i släktet Temelucha och familjen brokparasitsteklar. Inga underarter finns listade i Catalogue of Life.